# Pareidolija
Pareidolija (grč. para-, uz, pored, + eidolon, oblik, forma) psihološki je fenomen prepoznavanja poznatih obrazaca, primjerice crta lica, u apstraktnim objektima poput oblaka, peciva ili kamena. Označava se kao sklonost uočavanja specifične, često smislene slike u nasumičnim ili dvosmislenim vizualnim uzorcima. Može biti vizualna i slušna. Smatra se oblikom apofenije.
Neki od primjera pareidolije su ljudsko lice na Marsu, klica i životinje u oblacima, Isus i Gospa u hrani, lice na Mjesecu, zabuna da se čuje zvonjava vlastitog mobitela ili zvona na ulaznim vratima ili pogrešno prepoznavanje riječi u nasumičnim zvukovima.